# Sara Shepardová
Sara Shepard (* 8. srpna 1977) je americká spisovatelka, autorka série románů Roztomilé malé lhářky (angl. Pretty Little Liars), podle níž byl později natočen stejnojmenný seriál. Další její literární sérií je Hra lží (angl. The Lying Game).

## Dílo

### Roztomilé malé lhářky
Do češtiny už bylo přeloženo 6 dílů této série a jeden díl, který je zřejmě[zdroj⁠?!] na pomezí 4. a 5. dílu:
- Roztomilé malé lhářky (Pretty Little Liars)
- Nevinné (Flawless)
- Dokonalé (Perfect)
- Neuvěřitelné (Unbelievable)
- Hříšné (Wicked)
- Vražedné (Killer)
- Bezcitné (Heartless)
- Hledané (Wanted)
- Zmatené (Twisted)
- Kruté (Ruthless)
- Úžasné (Stunning)
- Burned
- Roztomilá malá tajemství (Pretty Little Liars: Pretty Little Secrets)
- Alison's Pretty Little Diary (Alisonin deník)

### Hra lží
- Hra lží (The Lying Game)
- Nikdy v životě (Never Have I Ever)
- Dvě pravdy a lež (Two Truths and A Lie)
- Hra na schovávanou (Hide and Seek)
- Na mou duši (Cross My Heart, Hope To Die)
- Spadla klec (Seven minutes in heaven)